# Heinrich Busse (Grafiker)
Heinrich Busse (geboren 3. August 1900 in Vormholz; gestorben 17. Juli 1978 in Dortmund) war ein deutscher Grafiker.

## Leben
Heinrich Busse begann 1919 seine Ausbildung an der Düsseldorfer Kunstakademie und nahm privaten Unterricht bei Lothar von Kunowski. 1920 ging er ans Bauhaus nach Weimar. Er besuchte den Vorkurs bei Johannes Itten und danach die Werkstatt für Holzbildhauerei, die zu der Zeit Aufträge für das Haus Sommerfeld in Berlin und für das Märzgefallenen-Denkmal in Weimar bearbeitete. 1922 ging er zurück nach Westfalen und arbeitete als freiberuflicher Maler und Grafiker. Er heiratete eine Schwester seines Kommilitonen Werner Siedhoff. Ab 1926 wirkte er als Dozent für Schrift und plastisches Gestalten in der Essener Zweigstelle des Zentralinstituts für Erziehung und Unterricht. In der Weltwirtschaftskrise schied Busse 1931 aus der Weiterbildungsstätte aus und wirkte er als freiberuflicher Gebrauchsgrafiker. 
Busse wurde als Soldat im Zweiten Weltkrieg eingezogen. Im Nachkriegsdeutschland bearbeitete er das Erscheinungsbild der Zeitschrift Ruhrwirtschaft und war zeitweise Vorsitzender der Gruppe Westfalen-Ruhr im Bund der Deutschen Gebrauchsgraphiker (BDG).